# West Indies Cricket Team in England in der Saison 1995
Die Tour des West Indies Cricket Team nach England in der Saison 1995 fand vom 24. Mai bis zum 28. August 1995 statt. Die internationale Cricket-Tour war Teil der internationalen Cricket-Saison 1995 und umfasste sechs Test Matches und drei ODIs. Die Testserie endete unentschieden 2–2, während England gewann die ODI-Serie 2–1.

## Vorgeschichte
Für beide Mannschaften war es die erste Tour der Saison. Das letzte Aufeinandertreffen der beiden Mannschaften bei einer Tour fand in der Saison 1993/94 in den West Indies statt.

## Stadien
Für die Tour wurden folgende Stadien als Austragungsorte vorgesehen.
| Stadion                     | Stadt      | Kapazität | Spiele           |
| --------------------------- | ---------- | --------- | ---------------- |
| Edgbaston Cricket Ground    | Birmingham | 24.803    | 3. Test          |
| Headingley Stadium          | Leeds      | 17.000    | 1. Test          |
| The Oval                    | London     | 23.500    | 6. Test & 2. ODI |
| Lord’s Cricket Ground       | London     | 30.000    | 2. Test & 3. ODI |
| Old Trafford Cricket Ground | Manchester | 19.000    | 4. Test          |
| Trent Bridge                | Nottingham | 15.350    | 5. Test & 1. ODI |

## Kaderlisten
Die folgenden Kader wurden von den Mannschaften benannt.
| Test | Test | ODI | ODI |
| England | West Indies | England | West Indies |
| --- | --- | --- | --- |
| - Mike Atherton (K) - Dominic Cork - John Crawley - Phil DeFreitas - John Emburey - Angus Fraser - Jason Gallian - Darren Gough - Graeme Hick - Richard Illingworth - Mark Ilott - Nick Knight - Devon Malcolm - Peter Martin - Mark Ramprakash - Steven Rhodes (wk) - Jack Russell (wk) - Robin Smith - Alec Stewart (wk) - Graham Thorpe - Phil Tufnell - Mike Watkinson - Craig White | - Richie Richardson (K) - Jimmy Adams - Curtly Ambrose - Keith Arthurton - Kenny Benjamin - Winston Benjamin - Ian Bishop - Courtney Browne (wk) - Sherwin Campbell - Shivnarine Chanderpaul - Rajindra Dhanraj - Ottis Gibson - Carl Hooper - Brian Lara - Junior Murray (wk) - Courtney Walsh - Stuart Williams - Vasbert Drakes | - Mike Atherton (K) - Dominic Cork - Phil DeFreitas - Neil Fairbrother - Angus Fraser - Darren Gough - Graeme Hick - Peter Martin - Mark Ramprakash - Alec Stewart (wk) - Graham Thorpe - Shaun Udal - Alan Wells | - Richie Richardson (K) - Jimmy Adams - Curtly Ambrose - Keith Arthurton - Winston Benjamin - Ian Bishop - Sherwin Campbell - Ottis Gibson - Carl Hooper - Brian Lara - Junior Murray (wk) - Courtney Walsh - Stuart Williams |

## Test Matches

### Erster Test in Leeds
| 8. – 11. Juni Scorecard | Leeds | England 199 (59.5) & 208 (67.2)   | – | West Indies 282 (90.3) & 129-1 (19) |
|                         |       | West Indies gewinnt mit 9 Wickets |   |                                     |

### Zweiter Test in London
| 22. – 26. Juni Scorecard | London (Lord’s) | England 283 (99.4) & 336 (99.1) | – | West Indies 324 (112) & 223 (78.3) |
|                          |                 | England gewinnt mit 72 Runs     |   |                                    |

### Dritter Test in Birmingham
| 6. – 8. Juli Scorecard | Birmingham | England 147 (44.2) & 89 (30)                      | – | West Indies 300 (98) |
|                        |            | West Indies gewinnt mit einem Innings und 64 Runs |   |                      |

### Vierter Test in Manchester
| 27. – 30. Juli Scorecard | Manchester | West Indies 216 (60.2) & 314 (91.5) | – | England 437 (136) & 94-4 (35.5) |
|                          |            | England gewinnt mit 6 Wickets       |   |                                 |

### Fünfter Test in Nottingham
| 10. – 14. August Scorecard | Nottingham | England 440 (152.4) & 269-9d (104) | – | West Indies 417 (184.3) & 42-2 (11) |
|                            |            | Remis                              |   |                                     |

### Sechster Test in London
| 24. – 28. August Scorecard | London (The Oval) | England 454 (159) & 223-4 (98) | – | West Indies 692-8d (163) |
|                            |                   | Remis                          |   |                          |

## One-Day Internationals

### Erstes ODI in Nottingham
| 24./25. Mai Scorecard | Nottingham | England 199-9 (55)                | – | West Indies 201-5 (52.4) |
|                       |            | West Indies gewinnt mit 5 Wickets |   |                          |

### Zweites ODI in London
| 26. Mai Scorecard | London (The Oval) | England 306-5 (55)          | – | West Indies 281 (53) |
|                   |                   | England gewinnt mit 25 Runs |   |                      |

### Drittes ODI in London
| 28. Mai Scorecard | London (Lord’s) | England 276-7 (55)          | – | West Indies 203 (48.2) |
|                   |                 | England gewinnt mit 73 Runs |   |                        |